# Sauropus thyrsiflorus
Sauropus thyrsiflorus är en emblikaväxtart som beskrevs av P.C.van Welzen. Sauropus thyrsiflorus ingår i släktet Sauropus och familjen emblikaväxter.
Artens utbredningsområde är Thailand. Inga underarter finns listade i Catalogue of Life.